# Idrottens hus, Helsingborg
Idrottens hus är en multiarena i Helsingborg med en yta på 17 000 kvadratmeter. Anläggningen byggdes 1957 bredvid idrottsplatsen Olympia och ritades av Mogens Mogensen. 

## Byggnaden

### Arkitektur
Byggnaden är funktionalistiskt utformad och domineras av två välvda takvolymer: en huvudvolym i den södra delen orienterad i öst-västlig riktning och en något mindre i norr i nord-sydlig riktning. Huvudvolymen rymmer anläggningens huvudarena och en sidoarena. Framför huvudhallen ses en fyrkantig entrévolym i två våningar med en fasad i vit kleinmosaik och stora fönsterband som ger delen en mycket uppglasad karaktär. Över entrén sträcker en vid baldakin i betong ut sig längs en stor del av fasaden, på vilken "Idrottens hus" står utstavat med stora bokstäver. Den fyrkantiga volymen sträcker sig till största delen runt huvudhallens hangarliknande tak, förutom på hallens baksida, där det välvda taket nästan når ner till marken. Huvudhallens gavelfasader är i rött tegel och från taket leder takfönster ner ljus till arenan inunder. I norr sträcker sig en lägre byggnadsvolym som förbinder huvudhallen med den nordliga hallen. Längs denna löper en korridor, som är helt uppglasad mot Mellersta Stenbocksgatan. Från korridoren når man olika mindre hallar och den leder till slut fram till den nordliga hallen, vilken inrymmer en bowlinghall. Övergången mellan korridoren och hallbyggnaden markeras genom en kubformad, mindre byggnad i två våningar. Den norra hallens tak sträcker sig hela vägen ner till marken och dess fasader är, likt huvudhallen, i rött tegel.
Framför byggnaden ligger en stor, öppen förplats med mönsterlagd marktäckning, på vilken en central fontän finns placerad. I fontänen ses en skulptur i brons vid namn "Sekvens" av Arne Jones, som sattes upp 1959. Platsen är tänkt att vara förplats åt både Idrottens hus och Olympia. Norr om platsen finns en parkeringsplats omgärdad av träd och häckar, vilken har en mer innesluten känsla.

### Anläggningar
I huvudhallen inryms Idrottens hus huvudarena, A-hallen, som rymmer cirka 1 850 sittplatser. Bakom A-hallen, i samma byggnadsvolym, ligger den mindre B-hallen. Totalt innehåller hela komplexet lokaler för handboll, basket, volleyboll, innebandy, karate, judo, bordtennis, bowling, boxning, skytte, tyngdlyftning och fäktning. Idrottens hus upplåts även för mässor, konserter, utställningar eller andra, större sammankomster. Vid konserter kan A-hallens publikantal ökas till runt 3 000.
Helsingborgs idrottsmuseum har lokaler i Idrottens hus sedan 2013.

## Historik
Frågan om en större idrottshall i Helsingborg väcktes redan på 1930-talet tillsammans med frågan om ett nytt badhus. I samband med en stadsplanetävling om stadsdelen Söder skulle frågan om ett badhus lösas, men tävlingen stod utan vinnare. Istället presenterade arkitekt Mogens Mogensen i Helsingborgs Dagblad den 17 juni 1936 ett helt nytt förslag som kombinerade ett badhus med en sporthall i stadsdelen. Förslaget bantades dock ner till att endast innehålla ett badhus, som resulterade i Simhallsbadet, invigt den 6 april 1941. Därmed stod frågan om en ny hall för stadens idrott olöst och kom att bli så under en längre tid. Frågan kom att utredas av kommunen under nära tio års tid framöver.
I stället för Söder beslutade man nu att den nya anläggningen skulle ligga på Olympiafältet, i anknytning till fotbollsarenan Olympia. Mogensen lade i juli 1951 fram ett förslag som kom att bli grunden till den nya sporthallen, vilket hade stora likheter med det tidigare förslaget och Simhallsbadet. Den 20 oktober 1953 beslöt Helsingborgs stadsfullmäktige att 5 756 000 kronor skulle anslås till uppförandet av den nya anläggningen. Byggandet påbörjades 1955 och den 24 augusti 1957 kunde Idrottens hus invigas av kung Gustaf VI Adolf. Den slutgiltiga kostnaden blev på grund av kostnadsökningar på ungefär 7,5 miljoner. När byggnaden invigdes var den kommunens dittills största anläggning. Ursprungligen innehöll den norra hallen tennisbanor, men dessa flyttades senare till Olympiahallen, strax söder om Idrottens hus, och hallen gjordes om till bowlinghall.

## Evenemang
- Årligen Antikmässan
- 2003 SM i gymnastik
- 2005 SM i gymnastik och hopprep
- 2006 VM i innebandy